# اولاف سانده
اولاف سانده (انگلیسی: Olav Sunde; ۱۷ اوت ۱۹۰۳ – ۱۰ نوامبر ۱۹۸۵) پرتاب‌گر نیزه، و ورزشکار دو و میدانی اهل نروژ بود.